# غود هوب (جورجيا)
غود هوب (بالإنجليزية: Good Hope, Georgia)‏ هي بلدة تقع في مقاطعة والتون، جورجيا بولاية جورجيا في الولايات المتحدة. تبلغ مساحتها 4.6 (كم²)، وترتفع عن سطح البحر 243 م، بلغ عدد سكانها 210 نسمة في عام 2000 حسب إحصاء مكتب تعداد الولايات المتحدة وتصل الكثافة السكانية فيها 45.7 نسمة/كم2.

## وصلات خارجية
- The US50 - Cities and Towns in Georgia State
- Georgia Cities and Towns, Facts, Map, Flag, Colleges, Government, and More